# Petite Rhue
La Petite Rhue ou Rhue de Cheylade est une rivière française du Massif central qui coule dans le département du Cantal. C'est un affluent de rive gauche de la Rhue et donc un sous-affluent de la Dordogne.

## Géographie

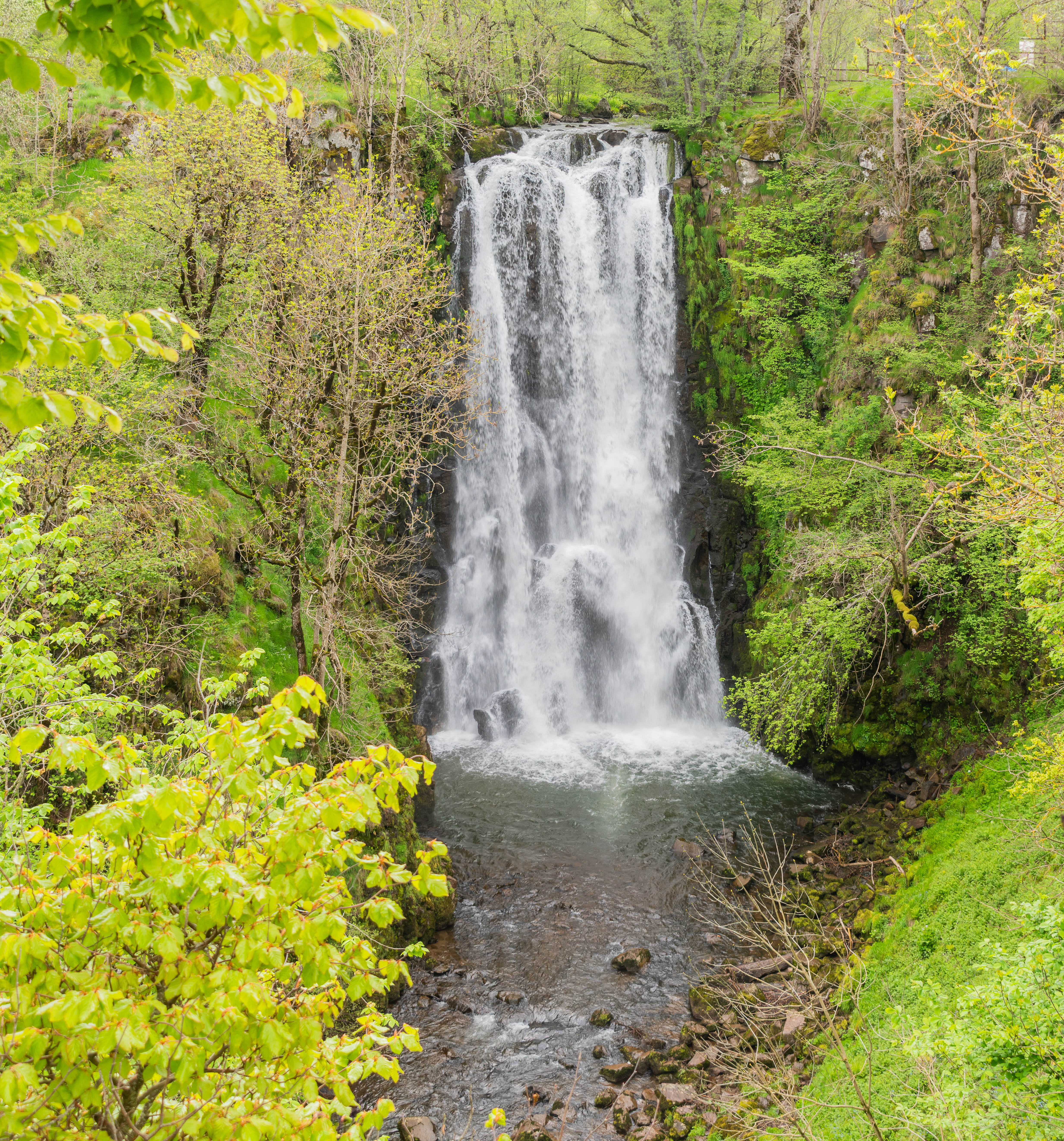
La cascade du Sartre.

La Petite Rhue prend sa source vers 1 660 mètres d’altitude dans les monts du Cantal, au cœur du parc naturel régional des Volcans d'Auvergne, dans le département du Cantal, en région administrative Auvergne-Rhône-Alpes. L'endroit se trouve un kilomètre et demi au nord du puy Mary, au-dessus des bois Mary, entre le puy de la Tourte et le pas de Peyrol.
Elle passe sous la route départementale (RD) 62, baigne le bourg du Claux, reçoit en rive droite le ruisseau du Fraisse et passe à nouveau sous la RD 62. Aussitôt après avoir été franchie par la RD 262, la Petite Rhue chute de 32 mètres à la cascade du Sartre. Elle est grossie à gauche par la Petite Rhue d'Eybes. Elle passe à l'ouest de Cheylade, puis sous la RD 49 et à l'est de Saint-Hippolyte. Elle est franchie par la RD 3 et reçoit en rive droite le ruisseau de Bréchailles. Au pont de la Rodde, elle passe sous la RD 36. La Grolle la rejoint en rive droite et elle passe immédiatement sous le viaduc de Barajol qu'emprunte un train touristique, le Gentiane express, et entre dans des gorges encaissées. Elle est franchie par la RD 678 et reçoit en rive gauche la Véronne. Son cours est barré en forêt d'Algères par le barrage de Journiac, haut de 26 mètres. Au sortir de profondes gorges longues d'environ sept kilomètres, elle passe sous la RD 679 et rejoint la Rhue en rive gauche à Coindre, vers 570 mètres d'altitude, en limite des communes de Saint-Amandin et Saint-Étienne-de-Chomeil.
La Petite Rhue est longue de 36,9 km.

### Communes et département traversés
Dans le seul département du Cantal, la Petite Rhue arrose huit communes,, soit d'amont vers l'aval : Le Claux (source), Cheylade, Saint-Hippolyte, Apchon, Marchastel, Riom-ès-Montagnes, Saint-Amandin (confluent avec la Rhue), Saint-Étienne-de-Chomeil (confluent avec la Rhue).

### Environnement
La rivière et son bassin sont intégralement compris dans le parc naturel régional des Volcans d'Auvergne.
Le cours de la Petite Rhue et sa vallée font concernées par quatre zones naturelles d'intérêt écologique, faunistique et floristique (ZNIEFF) :
- la partie en amont du Claux dans « Monts du Cantal »[5],[6] ;
- en aval du pont de la Rodde — sur la route départementale 36 — à Marchastel, et jusqu'à sa confluence avec la Rhue, la Petite Rhue fait partie d'une zone naturelle d'intérêt écologique, faunistique et floristique (ZNIEFF) continentale de type II dite des « Gorges de la Dordogne et affluents »[7],[8], incluant une ZNIEFF de type I, les « Gorges de la Rhue »[9],[10] ;
- une autre ZNIEFF de type I, peu étendue, concerne les bois Mary, une hêtraie située sur les pentes nord du puy Mary, juste en dessous de la source de la Petite Rhue, et où pousse le saxifrage à feuilles d'épervière (Saxifraga hieraciifolia), le Cantal restant le seul endroit d'Europe occidentale ou croît cette plante[11],[12].

### Bassin versant
La Petite Rhue traverse sept zones hydrographiques pour une superficie totale de 195 km2 selon le Sandre. Ce bassin versant est constitué à 52,43 % de « territoires agricoles », à 46,15 % de « forêts et milieux semi-naturels », à 1,56 % de « zones humides », à 0,20 % de « territoires artificialisés ».

## Affluents
Parmi les 31 affluents  répertoriés par le Sandre, quatre ont une longueur supérieure à cinq kilomètres. D'amont vers l'aval, on trouve successivement :
- la Petite Rhue d'Eybes, ou Rhue d'Eybes, 7,7 km[13], en rive gauche ;
- le ruisseau de Ventillac, ou ruisseau de Bréchailles dans sa partie aval, 8,3 km[14], en rive droite ;
- la Grolle, ou ruisseau de la Devezoune dans sa partie amont, 21,1 km[15], en rive droite ;
- la Véronne, 19,7 km[16], en rive gauche.

Parmi les affluents de la Petite Rhue, la Grolle a un sous-affluent le ruisseau de Lugarde qui a lui-même deux sous-affluents ; de ce fait, le rang de Strahler de la Petite Rhue est de six.

## Hydrologie

### La Petite Rhue à Marchastel
Le débit de la Petite Rhue a été observé sur une période de seize ans (2001-2016), à la station hydrologique de Marchastel. À cet endroit, le bassin versant représente 75,5 km2, soit moins de 40 % de celui du cours d'eau et alors que ses deux principaux affluents, la Grolle et la Véronne, ne l'ont pas encore rejointe.
Le module y est de 2,18 m3/s.
À Marchastel, la Petite Rhue présente des fluctuations saisonnières de débit, avec une période de hautes eaux caractérisée par un débit mensuel moyen évoluant dans une fourchette de 2,05 à 3,76 m3/s, de novembre à mai inclus (avec un maximum en janvier). La période des basses eaux a lieu de juillet à septembre, avec une baisse du débit moyen mensuel allant jusqu'à 0,466 m3/s au mois d'août. Cependant ces chiffres ne sont que des moyennes et les fluctuations de débit peuvent être plus importantes selon les années et sur des périodes plus courtes.

### Étiage ou basses eaux
À l'étiage le VCN3 peut chuter jusque 0,041 m3, en cas de période quinquennale sèche, soit 41 litres par seconde.

### Crues
Les crues peuvent cependant s'avérer importantes. Les QIX 2 et QIX 5 valent respectivement 41 et 57 m3/s. Le QIX 10 est de 67 m3/s, le QIX 20 de 77 m3/s.
Le débit instantané maximal enregistré à la station de Marchastel durant cette période a été de 78,9 m3/s le 9 février 2016. Si l'on compare cette valeur à l'échelle des QIX de la rivière, cette crue était statistiquement reproductible sur une période de vingt ans. Le 16 décembre 2011, le débit a atteint la valeur journalière maximale de 36,8 m3/s.

### Lame d'eau et débit spécifique
À Marchastel, la Petite Rhue est un cours d'eau très abondant. La lame d'eau écoulée dans son bassin versant y est de 915 millimètres par an, ce qui est environ trois fois supérieur à la moyenne de la France entière tous bassins confondus (320 millimètres par an). Le débit spécifique (ou Qsp) de la Petite Rhue y atteint ainsi le chiffre de 28,9 litres par seconde et par kilomètre carré de bassin.

## Monuments ou sites remarquables à proximité
- À Cheylade :
  - l'église Saint-Léger[18] ;
  - le château d'Escorolles des XVe et XVIIIe siècles[19] ;
  - l'oratoire du Sartre du XVIIIe siècle[20] ;
  - la cascade du Sartre ;
- à Saint-Hippolyte, l'église Saint-Hippolyte datant du XIe siècle[21] ;
- le viaduc de Barajol qui franchit la Petite Rhue entre les communes de Riom-ès-Montagnes et Saint-Amandin[22] ;
- les gorges de la Petite Rhue, en aval de ce viaduc et jusqu'à la confluence avec la Rhue.

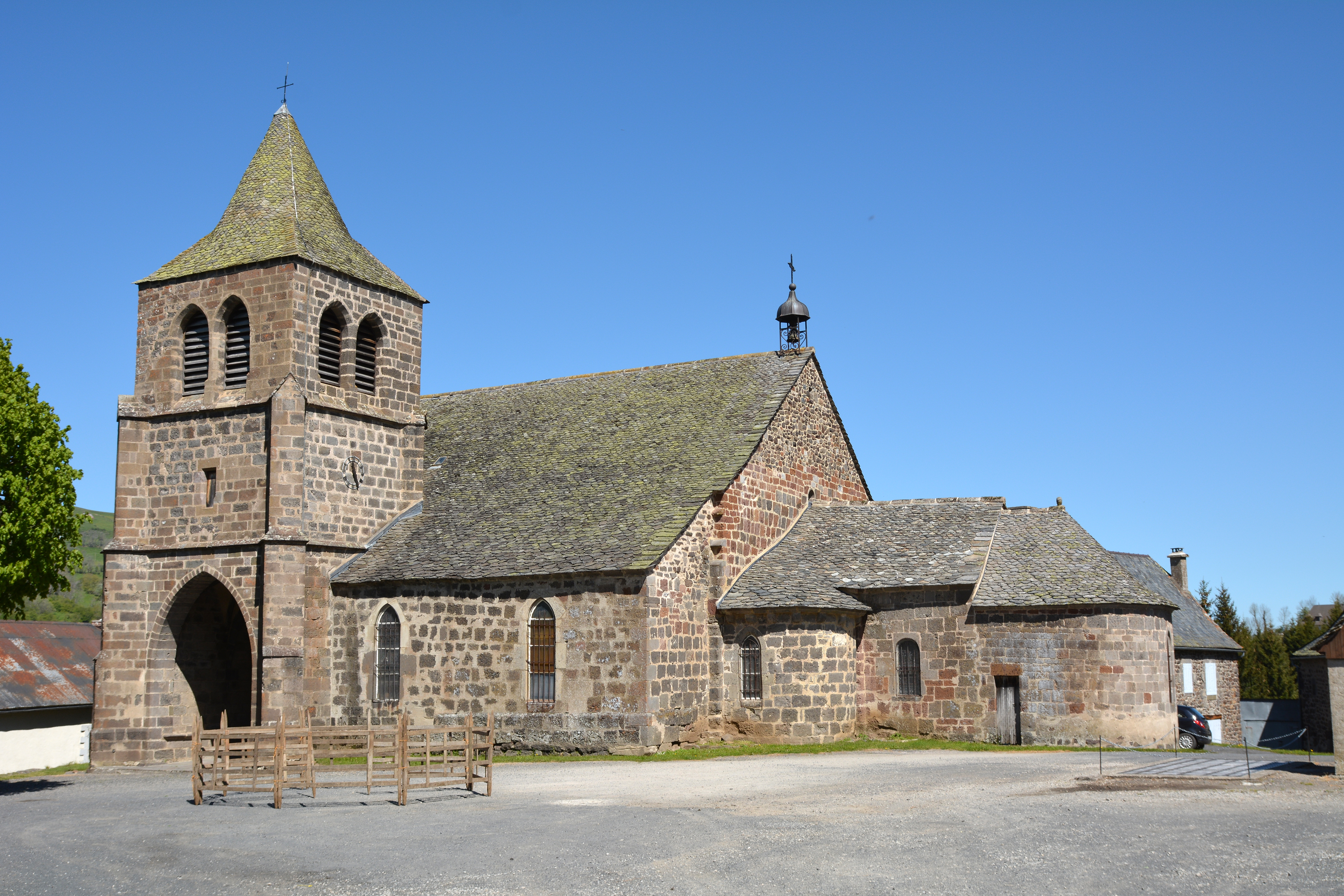
L'église de Cheylade.
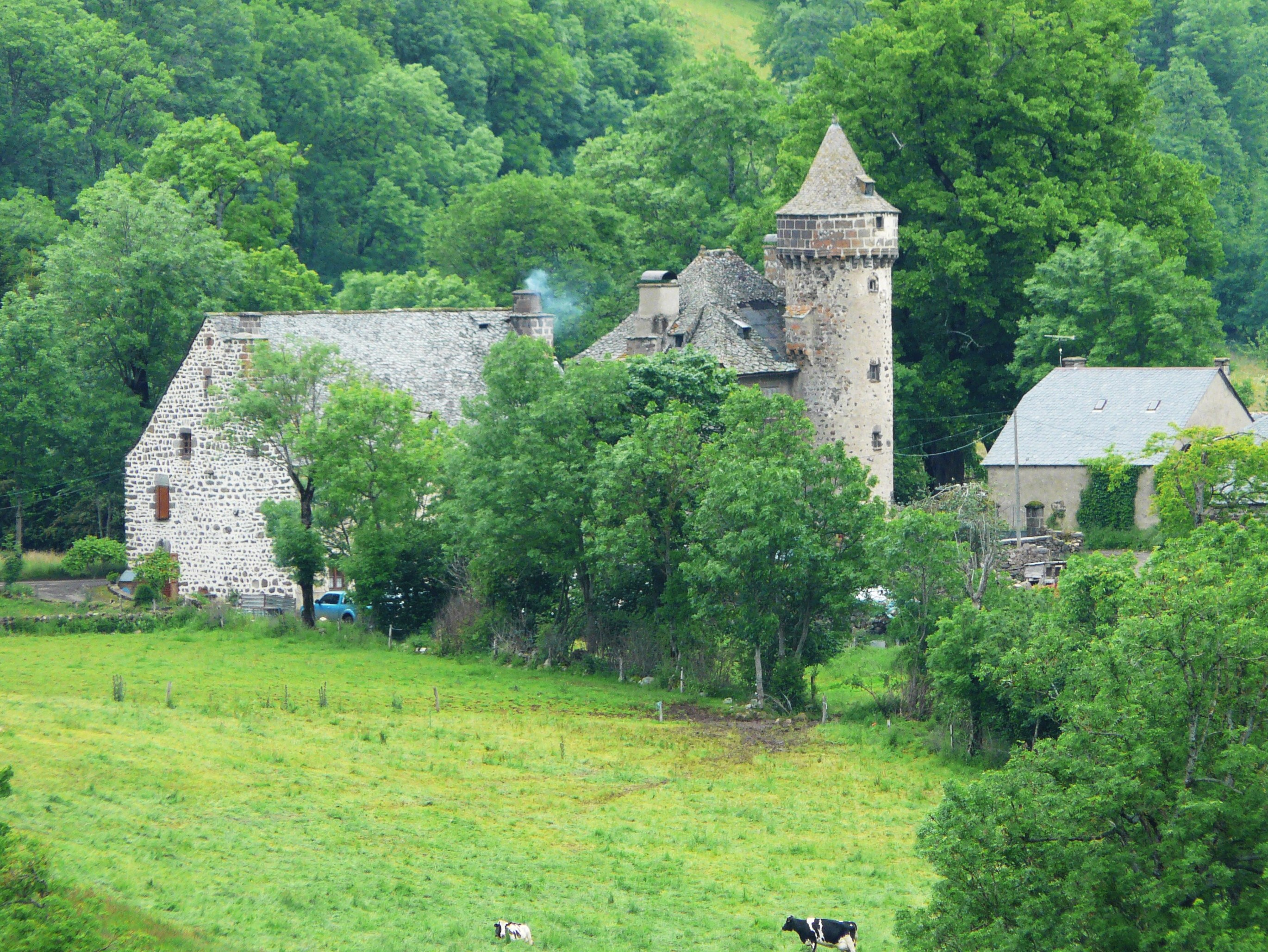
Le château d'Escorolles.
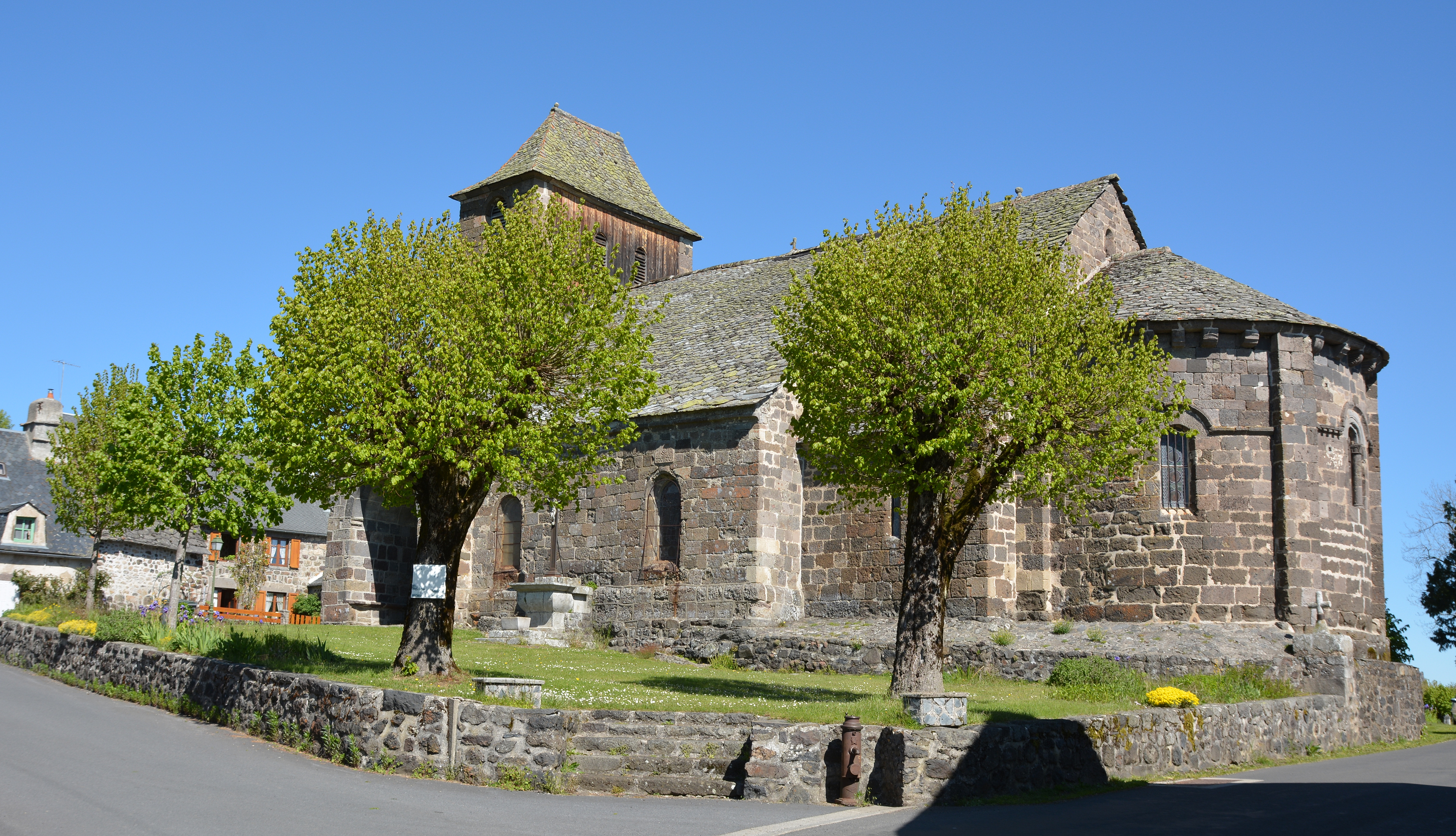
L'église de Saint-Hippolyte.
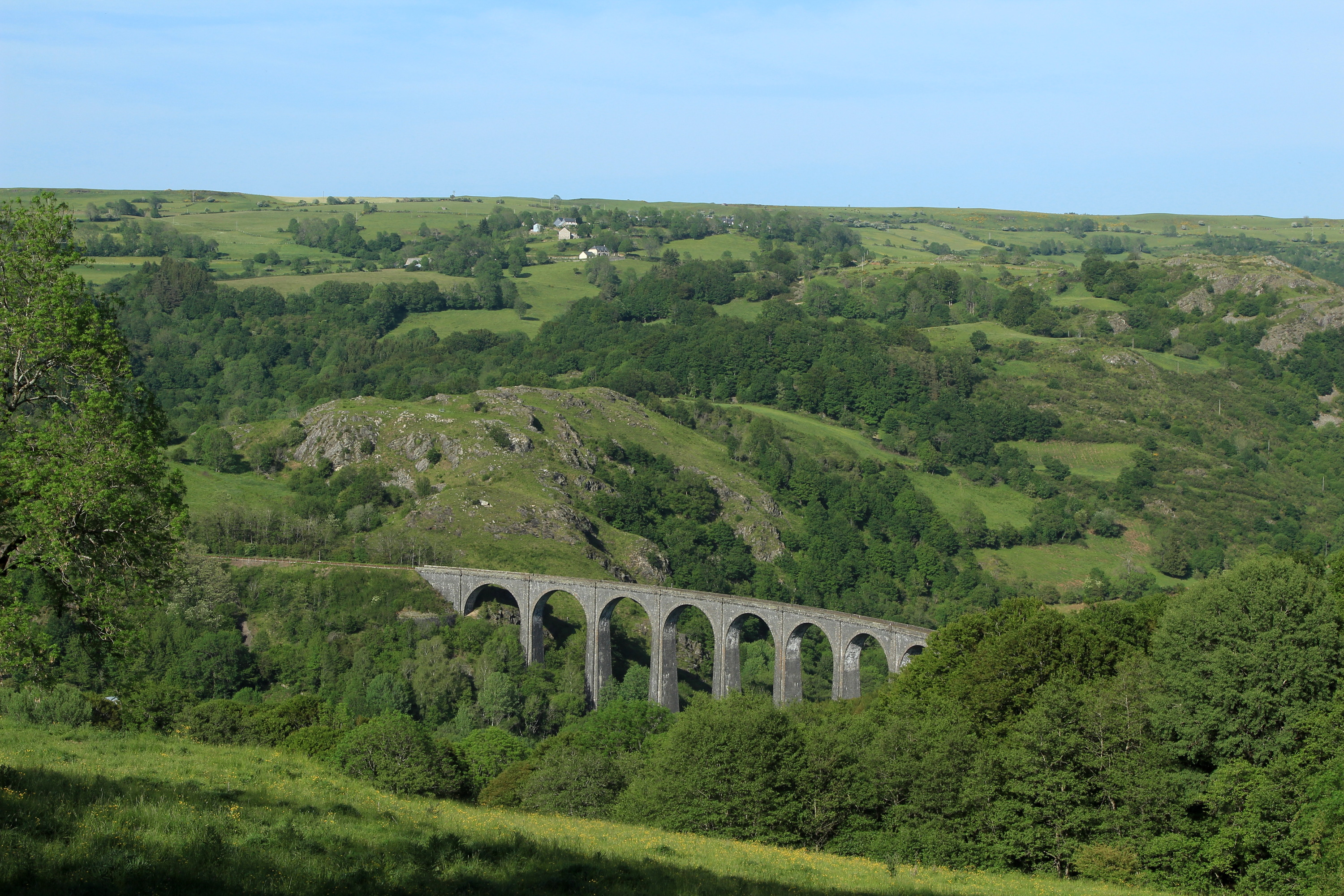
Le viaduc de Barajol.

## Galerie de photos

La Petite Rhue
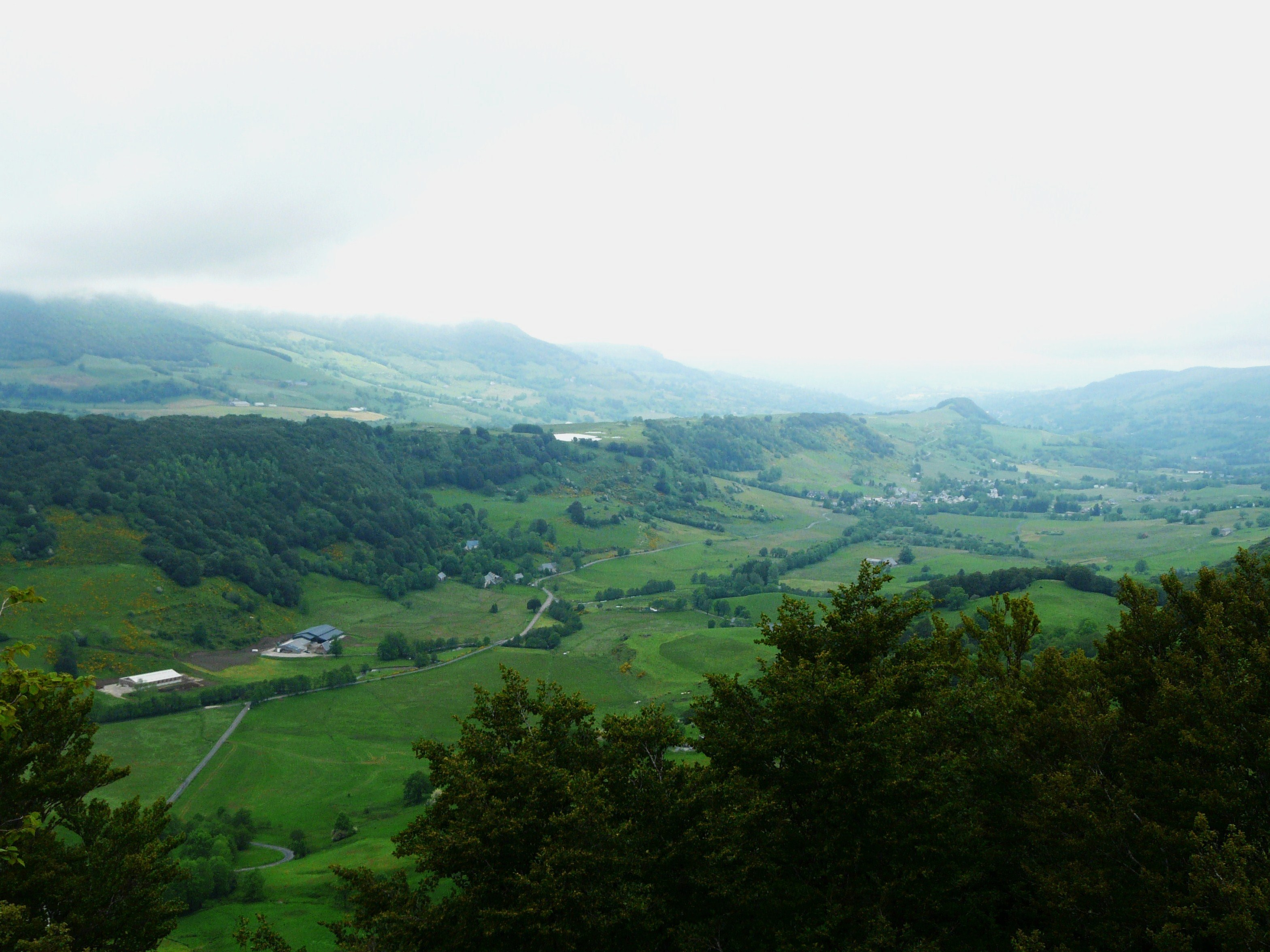
La vallée vue depuis le col de Serre.
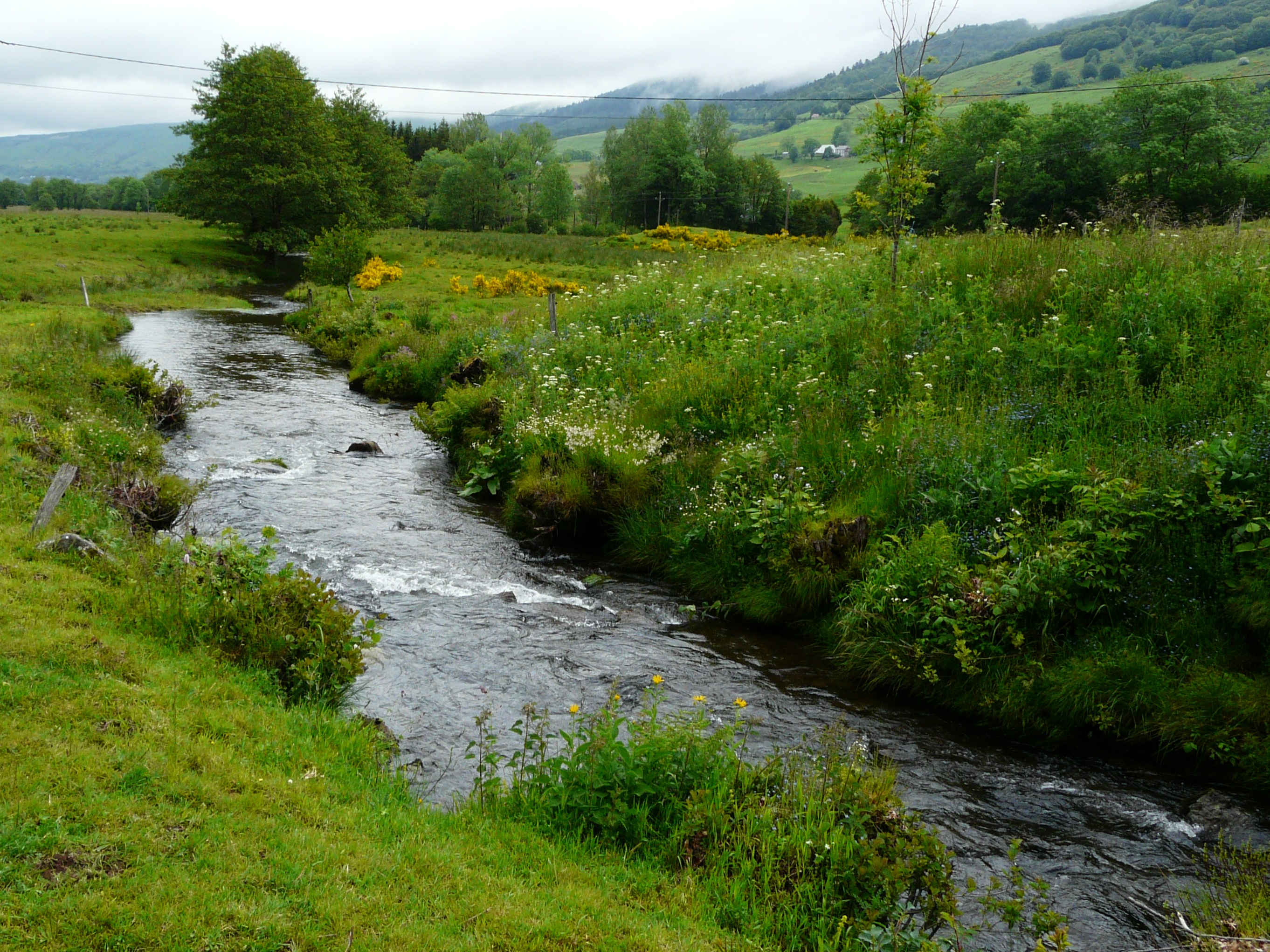
Près du Martinet, commune du Claux.
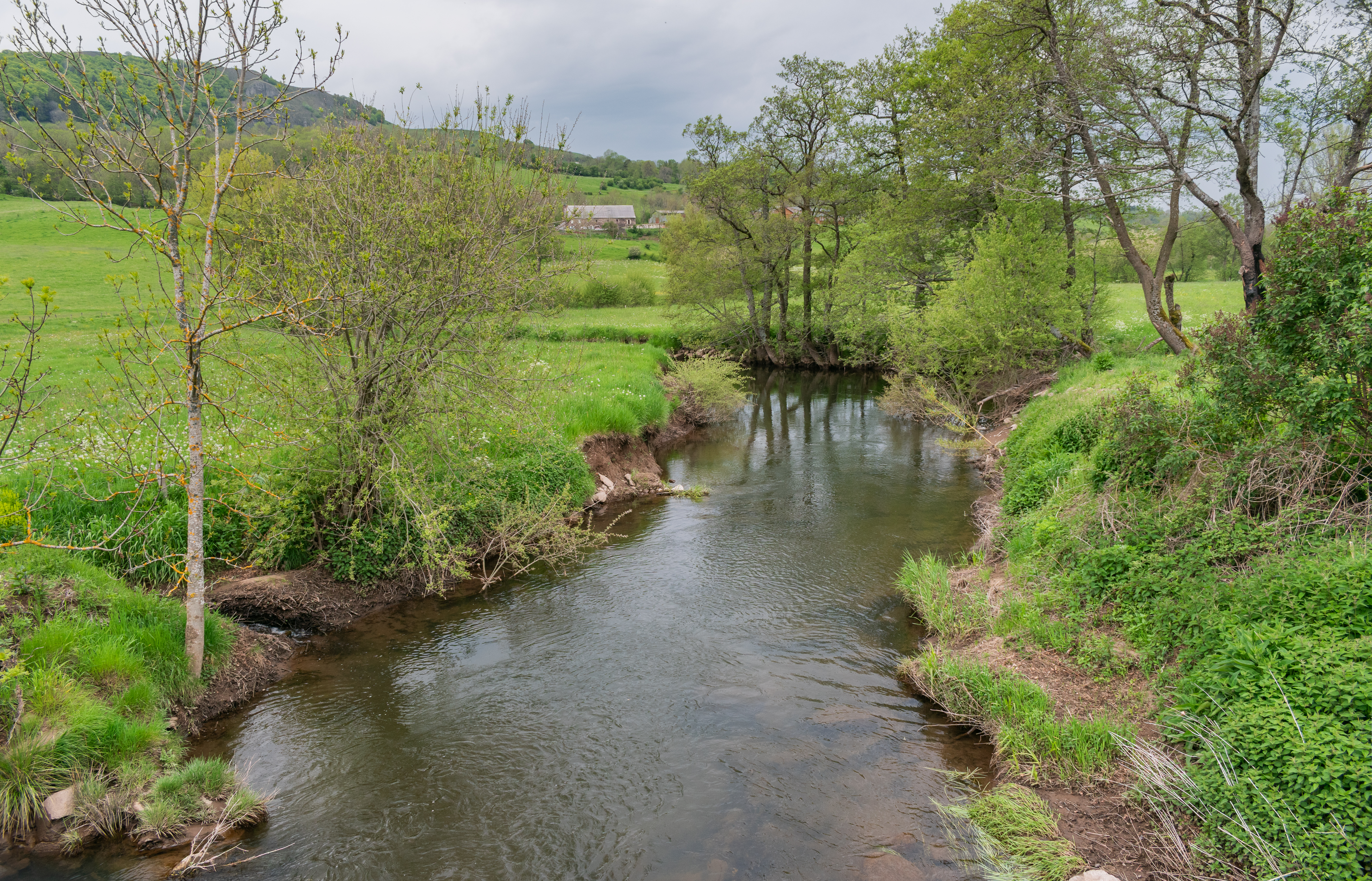
À Cheylade.
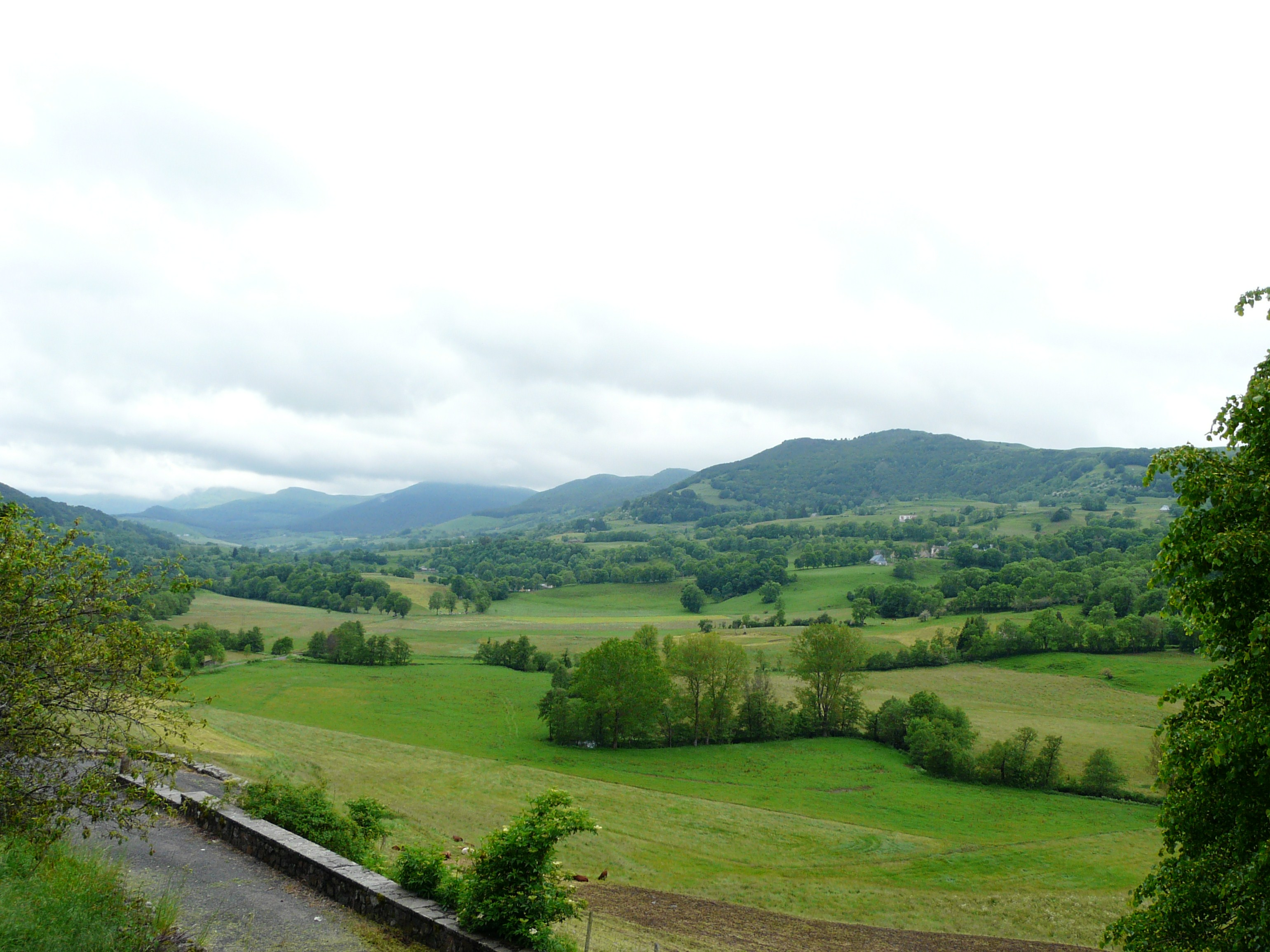
La vallée à Cheylade.
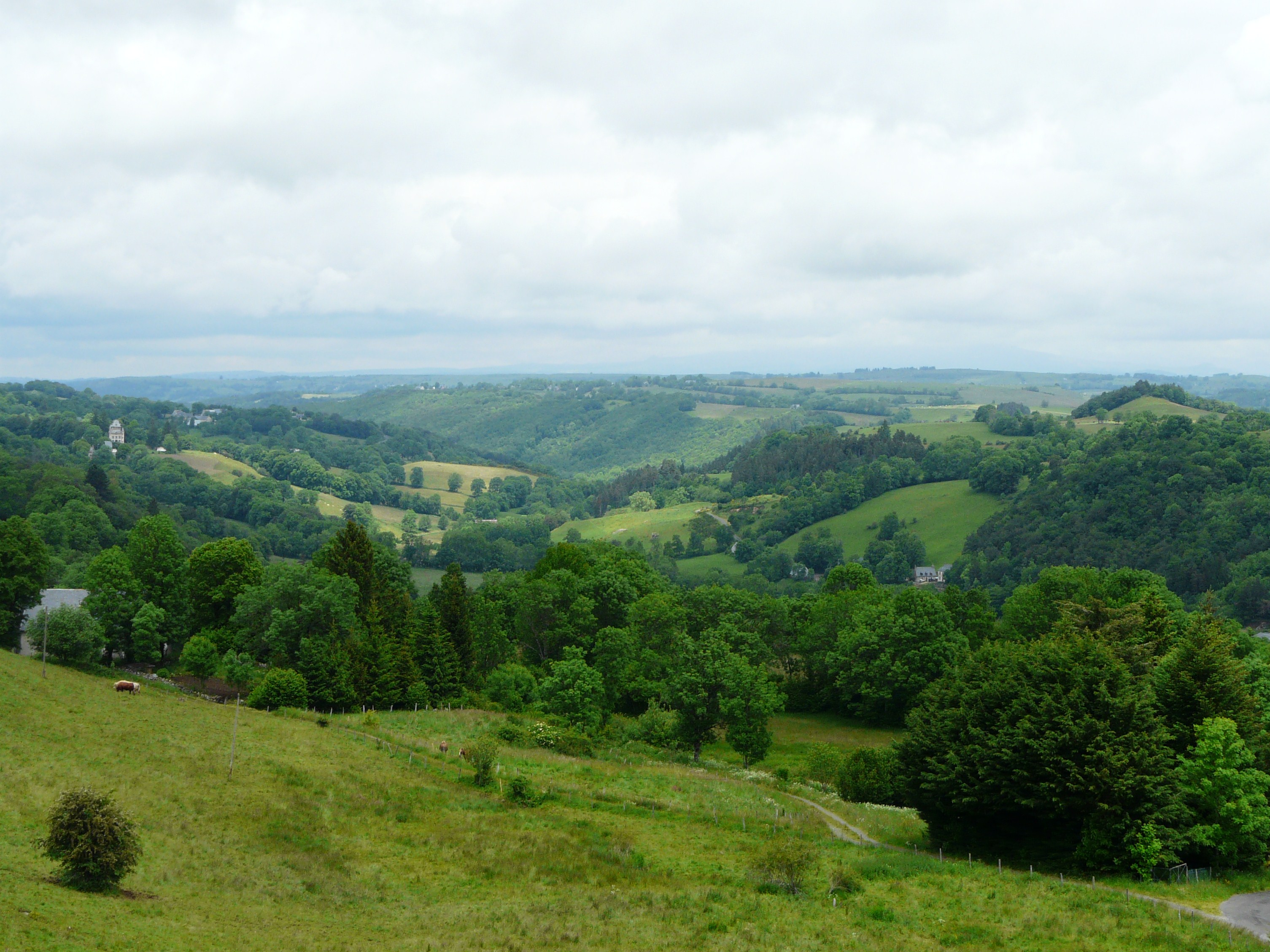
La vallée à Saint-Hippolyte.